# Tennkogel (Schwarzach)
Der Tennkogel ist ein 1975 m ü. A. hoher Berg in der Ankogelgruppe im österreichischen Bundesland Salzburg.
Der Tennkogel liegt südöstlich von Schwarzach im Pongau und ist dem Heukareck (2100 m) östlich vorgelagert. Er liegt an der Grenze zwischen den Gemeindegebieten von Sankt Veit im Pongau im Norden und Großarl im Süden. Der mit Schrofen durchzogene Nordosthang fällt steil zur gewaltigen Liechtensteinklamm ab, die der Großarlbach vor seiner Mündung in die Salzach geschaffen hat. Westlich des Berges liegt die Obere Tennalm, südlich die Igltalalm (1501 m). Der Gipfel des Tennkogels befindet sich im 867,05 ha großen Naturschutzgebiet Paarseen-Schuhflicker-Heukareck.